# 羽場駅 (長野県)
羽場駅（はばえき）は、長野県上伊那郡辰野町大字伊那富にある、東海旅客鉄道（JR東海）飯田線の駅である。
飯田線内では最高地点の標高723 mに位置する。

## 歴史
- 1909年（明治42年）12月28日：伊那電車軌道（1919年に伊那電気鉄道へ改称）松島（現・伊那松島） - 辰野（後の西町）間開通時に開設[2]。
- 1923年（大正12年）3月16日：伊那松島 - 辰野間が現在の新線に切替、新線上に移転[2][3]。一般駅[3]。
- 1943年（昭和18年）8月1日：伊那電気鉄道線が飯田線の一部として国有化、鉄道省（後の日本国有鉄道）の駅となる[3]。
- 1971年（昭和46年）12月1日：貨物・荷物扱い廃止（旅客駅化）[3]。
- 1983年（昭和58年）2月24日：CTC化に伴い、無人駅化[4]。
- 1987年（昭和62年）4月1日：国鉄分割民営化により東海旅客鉄道（JR東海）の駅となる[3][5]。
- 1999年（平成11年）2月1日：駅舎解体、待合所新築[1]。

## 駅構造
相対式ホーム2面2線を有し、列車交換可能な地上駅。待合所は下り線側（西側）にあり、上り線側とは沢駅側にある構内踏切で連絡している。無人駅（伊那市駅管理）。

### のりば
| 番線 | 路線      | 方向 | 行先             |
| ---- | --------- | ---- | ---------------- |
| 1    | CD 飯田線 | 下り | 辰野方面         |
| 2    | CD 飯田線 | 上り | 飯田・天竜峡方面 |

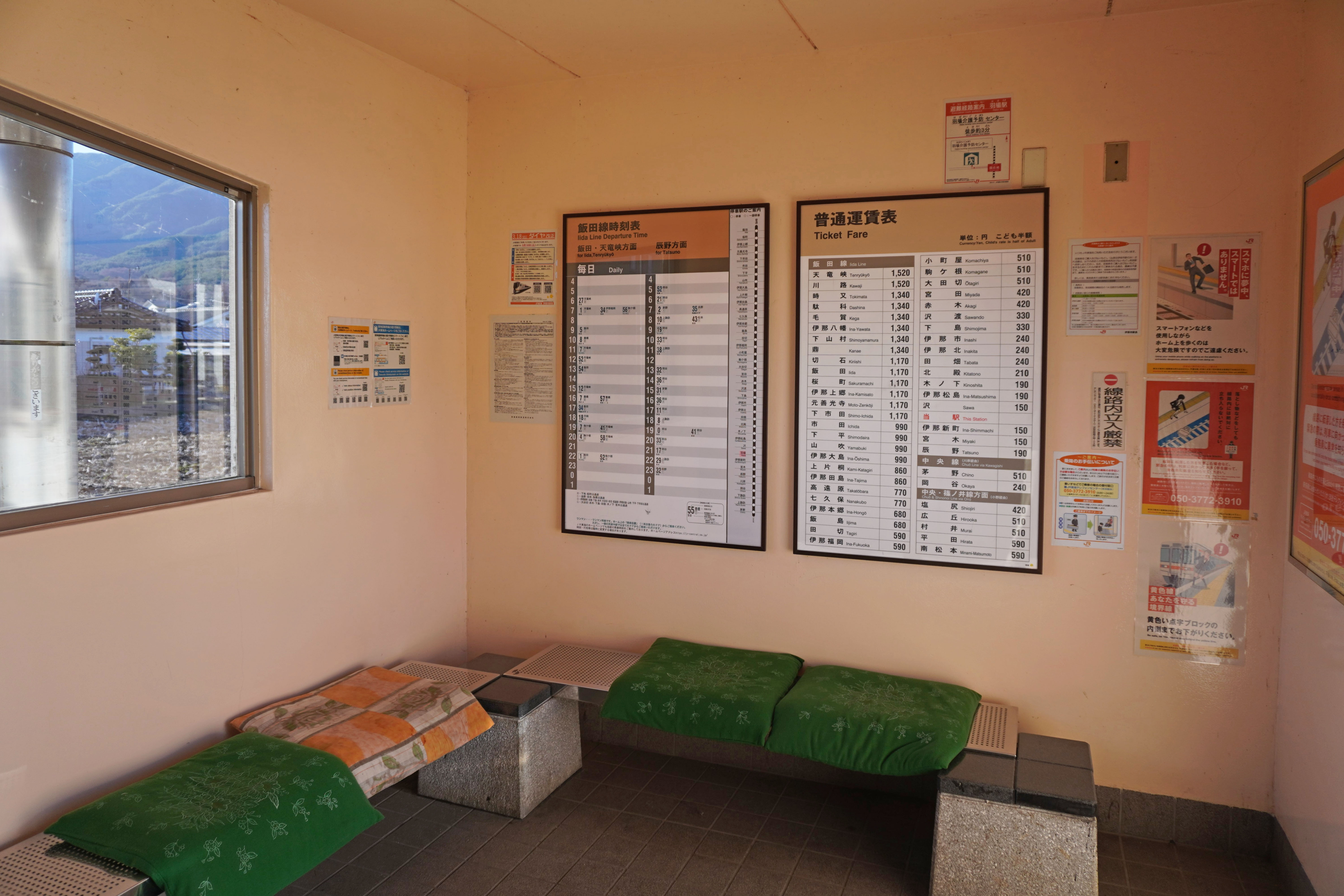
待合室（2023年3月）
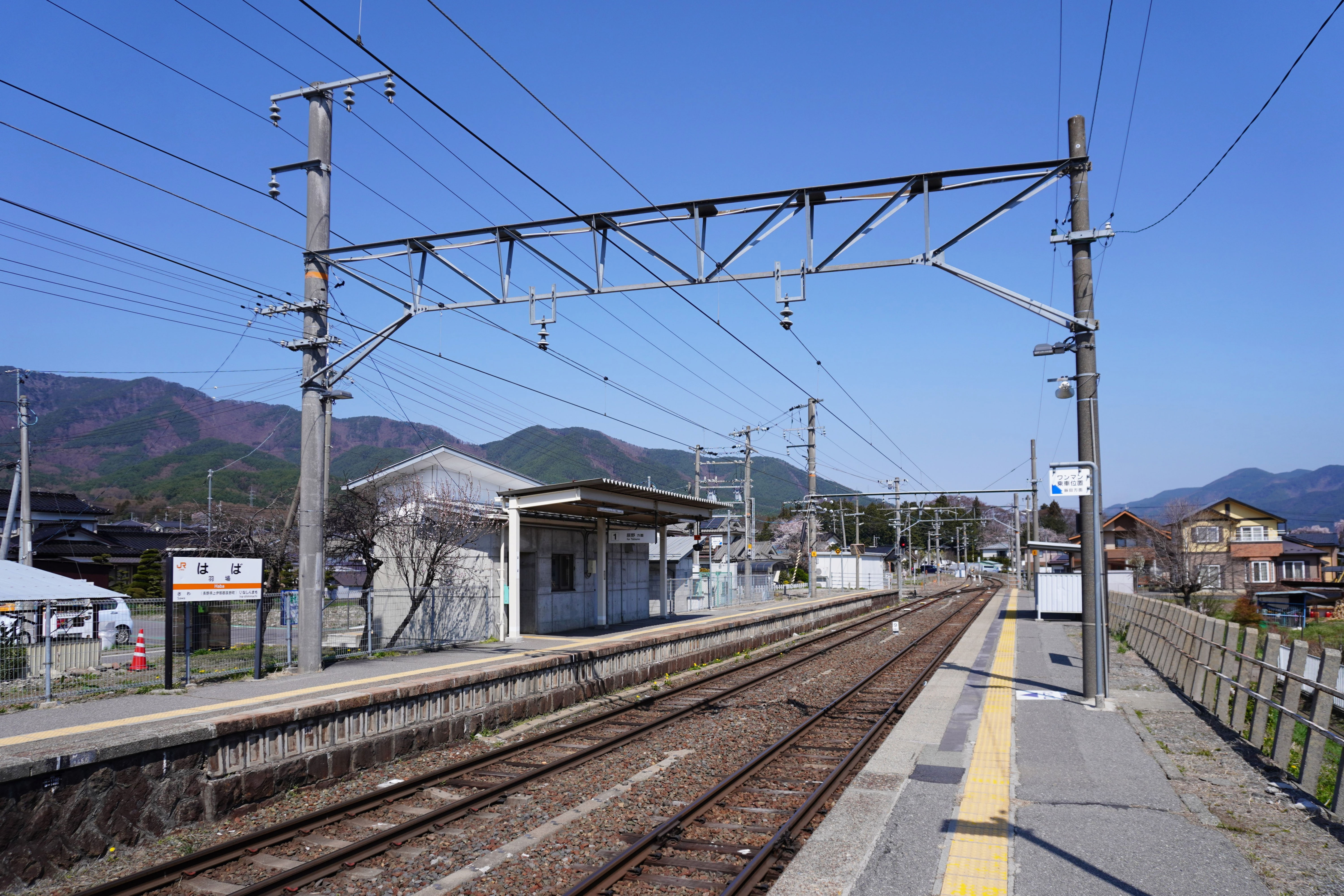
ホーム（2023年4月）
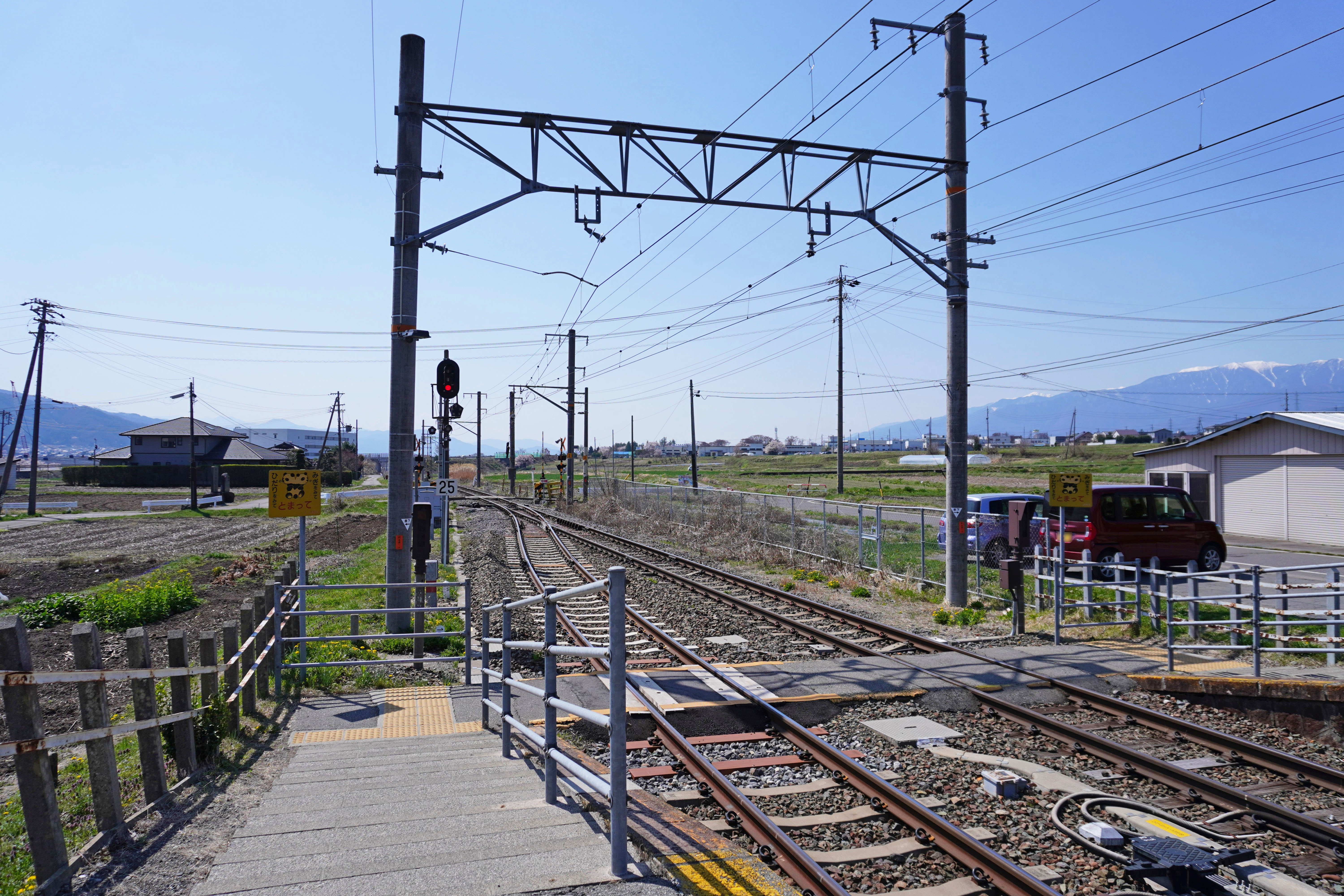
構内踏切（2023年4月）

## 利用状況
「長野県統計書」によると、1日平均乗車人員は以下の通り。
- 2007年度 - 176人[1]
- 2009年度 - 173人[1]
- 2010年度 - 186人
- 2011年度 - 178人
- 2012年度 - 178人
- 2013年度 - 186人
- 2014年度 - 162人
- 2015年度 - 180人
- 2016年度 - 188人[7]
- 2017年度 - 197人[8]
- 2018年度 - 200人[9]

## 駅周辺
近年は工場が進出してきている。駅前を西に向かうと国道153号に繋がり、国道を南下すると羽場郵便局があり、その先には、中央自動車道伊北インターチェンジがある。中央自動車道を越えるとオリンパス辰野事業場がある。

## バス路線
- 辰野町営バス（大石線：羽場駅前）

## 隣の駅
東海旅客鉄道（JR東海）
CD 飯田線
■快速（「みすず」含む）
沢駅 - 羽場駅 - 伊那新町駅（下り快速） - 宮木駅（上り快速）
■普通
沢駅 - 羽場駅 - 伊那新町駅
※ただし、下りの快速「みすず」は伊那新町駅・宮木駅ともに停車する。